# Самбаріс
Самбаріс — в литовській міфології божество родючості, якому присвячувалися свята врожаю та ритуальне виготовлення пива.
Ім'я походить від індоєвропейського кореня * bʰer- «нести».
Опис святкування міститься в «Золотій гілці» Фрезера, який розглядає його як випадок «причащання тілом хлібного духу».